# 373 Yuan Zhend 73 Hao
373 Yuan Zhend 73 Hao (до октября 2005 года Б-340) — китайская дизельная многоцелевая подводная лодка проекта 877ЭКМ, 636М «Варшавянка».

## История строительства
Подводная лодка Б-340 проекта 877 была заложена 5 февраля 1992 года на заводе «Красное Сормово» под заводским номером 611. В 1994 году 132-й резервный экипаж подводной лодки был переформирован в экипаж Б-340 и вошёл в состав Балтийского флота. В 1995 году строительство Б-340 было остановлено, а экипаж вошёл в состав 161-й бригады подводных лодок Северного флота.
В мае 2002 года был заключён контракт с Китаем, была начата достройка лодки по изменённому экспортному проекту 636М под заводским номером 01611. 8 мая 2004 года Б-340 была спущена на воду, при участии прибывшего из Полярного своего экипажа прошла заводские испытания и была подготовлена к передаче китайскому экипажу.
В апреле 2005 года Б-340 переведена из Нижнего Новгорода в Санкт-Петербург для прохождения государственных испытаний и передачи заказчику. 5 августа временно вошла в состав ВМФ России, в сентябре прошла испытания с совместным российско-китайским экипажем, в октябре 2005 года спущен Андреевский флаг. Подводная лодка вошла в состав ВМС НОАК под бортовым номером 373 и названием Yuan Zhend 73 Hao.
Б-340 стала последней подводной лодкой, полностью построенной на заводе «Красное Сормово» и последним военным кораблём собранном на стапелях этого предприятия. На торжественном митинге, посвящённом спуску субмарины, депутат Госдумы Юрий Сентюрин заявил: «это событие — знак того, что у предприятия большое будущее».